# 에벤키스키군

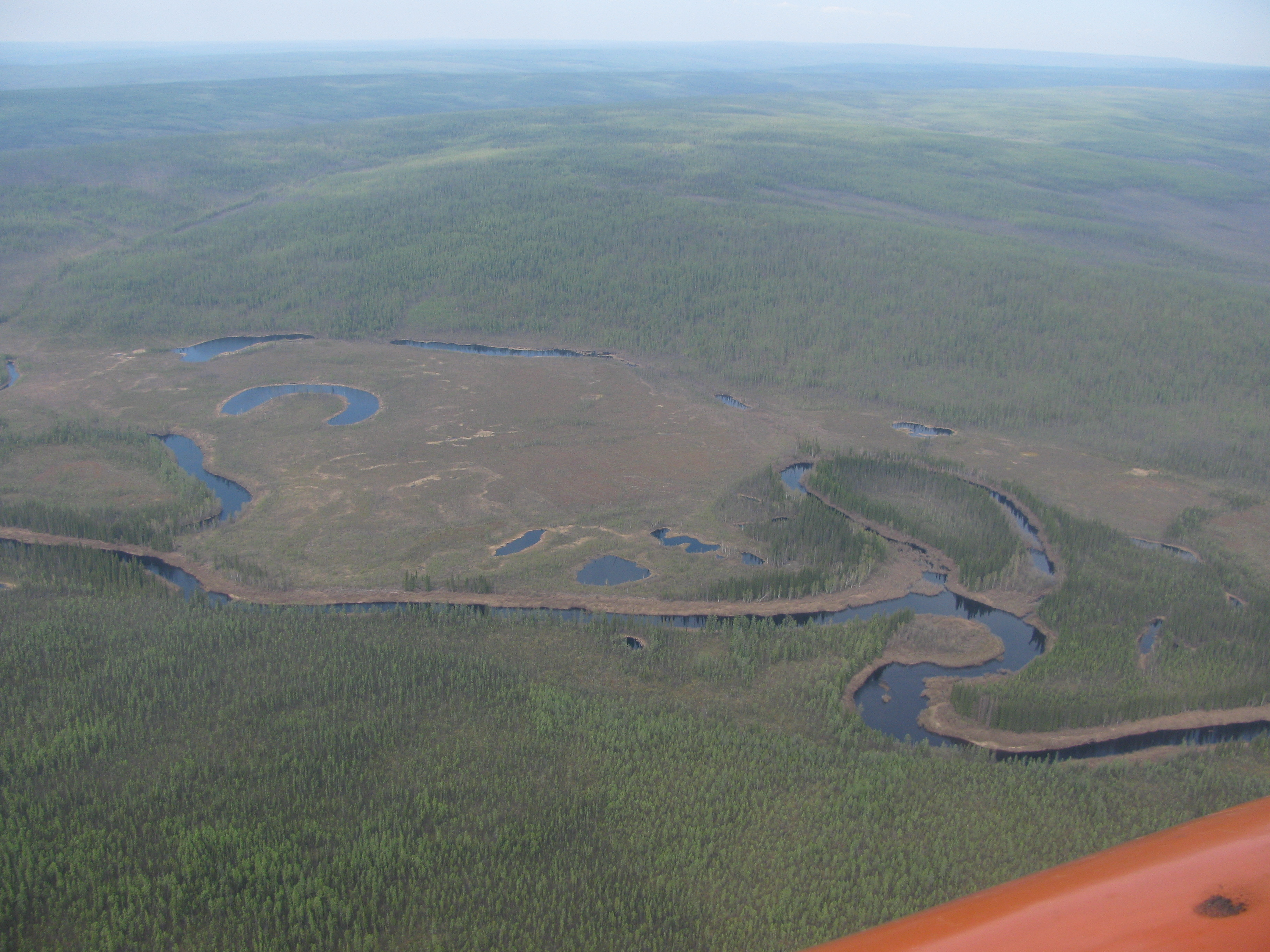

에벤키스키군(러시아어: Эвенкийский район)은 크라스노야르스크 지방에 위치한 군이다. 2007년 1월 1일에 에벤키 자치구가 크라스노야르스크 지방과 통합해서 생긴 군이다. 중심지는 투라이다. 인구는 17,400명(2006년)이다.